# Електра (Marvel Comics)
Еле́ктра На́чос (англ. Elektra Natchios; UK [ˈnætʃiɒs], US [-oʊs]), більш відома просто як Еле́ктра (англ. Elektra) — вигадана персонажка коміксів американського видавництва Marvel Comics, яка зазвичай є другорядною героїнею в коміксах про Метта Мердока (він же Шибайголова) як супротивниця, любовний інтерес та союзниця. Електру вигадав сценарист Френк Міллер, а перша її поява сталася у Daredevil #168 (січень 1981). У різних сюжетних лініях після її появи жорстокий характер і найманський спосіб життя Електри слугували точкою розбрату між нею та Шибайголовою, у 2020 році це призвело до становлення нею другою Шибайголовою.
Електра Начос — майстерна вбивця грецького походження. Вона використовує саї, клинкову зброю, яка фактично є її «фірмовою» зброєю. Бувши одним із найвідоміших творінь Френка Міллера, вона з'являється в сучасних сюжетах Marvel Comics, у тому числі в сюжетах про Росомаху та Людей Ікс загалом.
Дженніфер Ґарнер зобразила персонажку коміксів у кіноадаптаціях із живими акторами у наступних стрічках: «Шибайголова» (2003), «Електра» (2005), вона також повторила свою роль у фільмі «Дедпул і Росомаха», який входить до Кіновсесвіту Marvel. Окрім Ґарнер цю роль виконувала Елоді Янґ, зігравши Електру в телесеріалах «Шибайголова» (2016) і «Захисники» (2017) від Netflix.

## Історія публікації

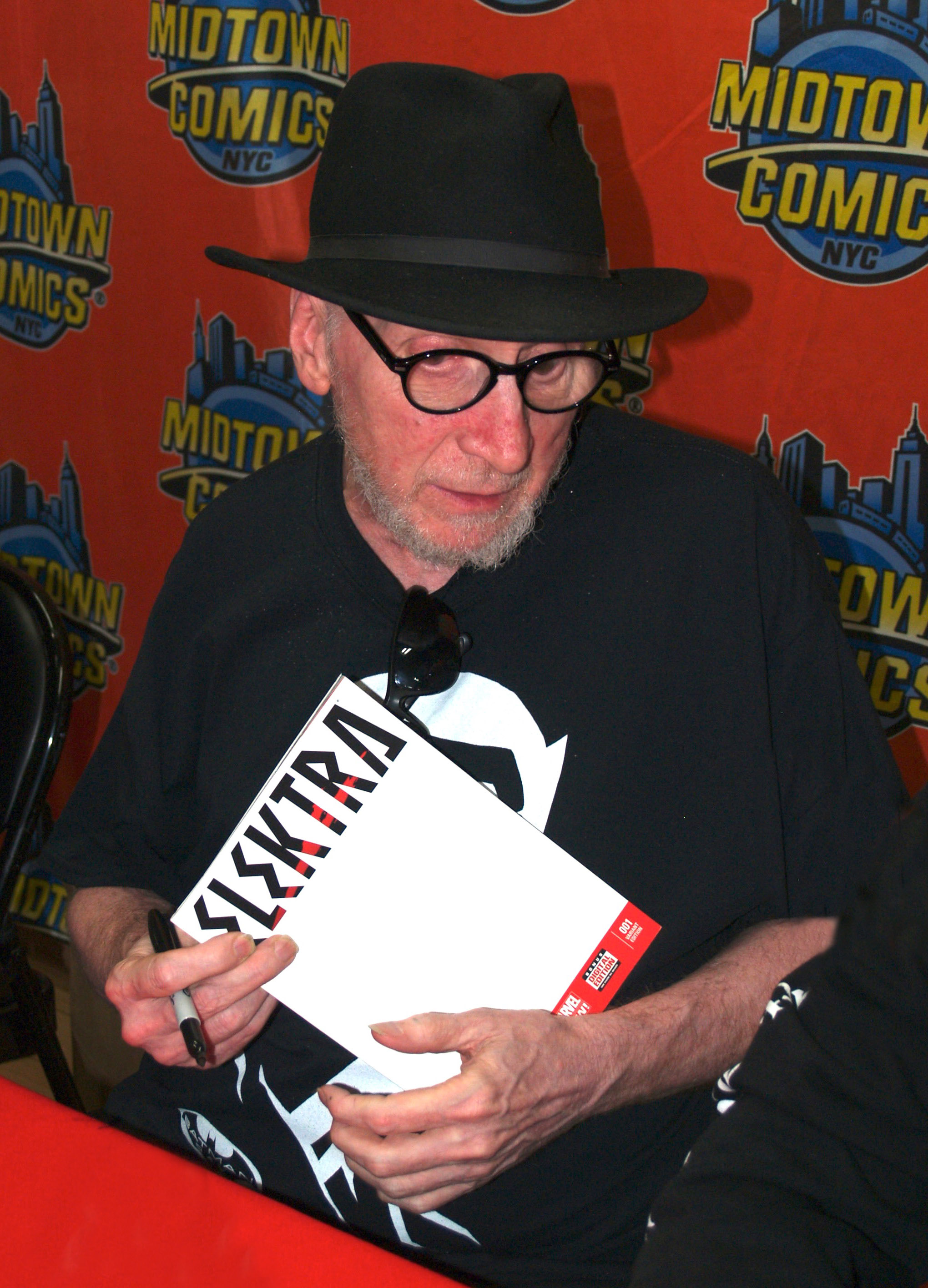
Автор Френк Міллер підписує копію коміксу про Електру.

Електра була створена Френком Міллером і вперше постала у всесвіті Marvel у коміксі Daredevil #168 (січень 1981). Образ Електри створений на основі Ліси Лайон, американської культуристки. Міллер планував, що цей випуск, який по суті був «філерним», буде єдиною появою Електри, але натомість вона стала часто з'являтися в історіях про Шибайголову аж до своєї смерті у випуску #181 (квітень 1982). Незабаром після цього вона воскресла, але історія містила примітку, яка вказувала, що Шибайголова більше ніколи не повинен з нею зустрітися.
Після більш ніж десятирічної відсутності вона знову з'явилася в Daredevil #324-327 (січень-квітень 1994), а потім на короткий час стала другорядною персонажкою у Wolverine #100-106. Сценарист Daredevil Д. Ґ. Чічестер згадував, що вони з редактором Ральфом Маккіо кілька разів обговорювали повернення героїні.
Це засмутило Френка Міллера, який стверджував, що Marvel раніше пообіцяла йому, що вона не буде використана у жодному виданні.

## Здібності
Електра — майстриня бойових мистецтв, вона вправно демонструє навички в нінджюцу, айкідо, кендо й карате. Її точні рефлекси дозволяють їй розсікати кулі в польоті за допомогою своїх саї. Вона підтримує найвищу фізичну форму, досягаючи успіху як атлетка та гімнастка олімпійського рівня. Її сила дозволяє їй пробивати тіла наскрізь і ламати щелепи. Добре володіє різними видами зброї, такими як саї, катани, ножі та шюрікени. Вона також є майстринею прихованості, зливаючись з тінню і залишаючись непоміченою. Її акробатичні навички виняткові, вона вправно володіє метальною зброєю та влучно стріляє. Електра поліглотка, вільно володіє грецькою, англійською та іспанською мовами.

### Френк Міллер
- Elektra Saga #1–4 (1984)
- Elektra: Assassin #1–8 (1986)
- Elektra Lives Again (1990)

### Додаткові серії
- Elektra #1–4 (1995)
- Elektra Megazine #1-2 (1996)
- Elektra #-1, 1-19 (1996–1998)
- Peter Parker: Spider-Man / Elektra '98 Annual (1998)
- Elektra #1–35 (2001–2004)
- Elektra and Wolverine: The Redeemer #1–3 (2002)
- Elektra: Glimpse & Echo #1–4 (2002)
- Elektra: The Hand #1–5 (2004)
- Dark Reign: Elektra #1–5 (2009)
- Shadowland: Elektra (2010)
- Elektra #1–11 (2014–2015)
- Elektra #1–5 (2017)
- Daredevil: Woman Without Fear #1–3 (2021)
- Elektra: Black, White & Blood #1–4 (2021)

### Ultimate Marvel
- Ultimate Daredevil and Elektra #1–4 (2002)
- Ultimate Elektra #1–5 (2004)

### Колекційні видання
- Elektra: Assassin (2012, ISBN 978-0785163565)
- Elektra by Frank Miller Omnibus (2008, ISBN 978-0785127772)
- Daredevil/Elektra: Love and War Gallery Edition (2020, ISBN 978-1302923327)
- Elektra by Peter Milligan, Larry Hama & Mike Deodato Jr.: The Complete Collection (2017, ISBN 978-1302904333)
- Elektra & Wolverine: The Redeemer (2002, ISBN 978-0785109112)
- Elektra: The Scorpio Key (1999, ISBN 0785108432)
- Elektra Vol. 1: Introspect (2002, ISBN 0785109730)
- Elektra Vol. 2: Everything Old Is New Again (2003, ISBN 0785111085)
- Elektra Vol. III: Relentless (2004, ISBN 0785112227)
- Elektra Vol. 4: Frenzy (2004, ISBN 0785113983)
- Elektra by Greg Rucka Ultimate Collection (2012, ISBN 978-0785163930)
- Elektra: The Hand (2005, ISBN 0785115943)
- Dark Reign: Elektra (2009, ISBN 978-0785138433)
- Shadowland: Street Heroes (2011, ISBN 978-0785148883)
- Elektra Vol. 1: Bloodlines (2014, ISBN 978-0785154068)
- Elektra Vol. 2: Reverence (2015, ISBN 978-0785154075)
- Elektra: Always Bet on Red (2017, ISBN 978-1302905644)
- Daredevil: Woman Without Fear (2022, ISBN 978-1302934934)
- Elektra: Black, White & Blood (2022, ISBN 978-1302932688)

### Ultimate Universe
- Ultimate Daredevil & Elektra (1999, ISBN 0785110763)
- Ultimate Elektra: Devil's Due (2005, ISBN 0785115048)

### Кросовери
- Elektra/Cyblade (1997, Marvel Comics/Top Cow Productions)
- Witchblade/Elektra (1997, Top Cow Productions/Marvel Comics)

## Сприйняття

### Критика
Лукас Шайо зі Screen Rant наступним чином висловився щодо Електри як персонажки:
«Завдяки її біографії вона стає набагато цікавішою героїнею. Подібно до Метта Мердока, який використовував свій образ Шибайголови, щоби впоратися з власними сумнівами та спокутувати провину, Електра використовує свою мантію, аби довести, що вона більше ніж найманка. Відчайдушно прагнучи довести, що вона не така й жахлива, її жага до спокути робить її надзвичайною героїнею.

### Визнання
- 2011: Comics Buyer's Guide — 22-ге місце в списку «100 найсексуальніших жінок у коміксах»[17]
- 2017: The Daily Dot — 16-те місце в списку «33 супергероїні усіх часів»[18]
- 2020: TheWrap — місце в списку «24 круті супергероїні»[19]
- 2020: Comic Book Resources — 1-ше місце в списку «10 найнебезпечніших жінок-убивць у всесвіті Marvel»[20]
- 2021: Screen Rant — місце в списку «10 найкращих майстрів бойових мистецтв Marvel»[21]
- 2022: Comic Book Resources — 1-ше місце в списку «15 найкращих любовних інтересів Шибайголови»[22]
- 2022: Comic Book Resources — 7-ме місце в списку «Marvel: 10 найкращих лиходіїв, які виправилися»[23]
- 2022: Comic Book Resources — 8-ме місце в списку «10 найкращих персонажів під прикриттям Marvel»[24]
- 2022: Comic Book Resources — 10-те місце в списку «10 найжорстокіших героїв Marvel»[25]
- 2022: Screen Rant — місце в списку «10 найкращих вуличних героїв Marvel Comics»[26]
- 2022: Screen Rant — місце в списку «15 найсильніших антагоністів Шибайголови»[27]